# Indien i olympiska sommarspelen 2004
Indien i olympiska sommarspelen 2004 bestod av 73 idrottare som blivit uttagna av Indiens olympiska kommitté.

## Badminton
| Idrottare          | Gren       | Sextondelsfinaler                 | Åttondelsfinaler                | Kvartsfinaler        | Semifinaler          | Final                | Final            |
| Idrottare          | Gren       | Motståndare Resultat              | Motståndare Resultat            | Motståndare Resultat | Motståndare Resultat | Motståndare Resultat | Placering        |
| ------------------ | ---------- | --------------------------------- | ------------------------------- | -------------------- | -------------------- | -------------------- | ---------------- |
| Abhinn Shyam Gupta | Herrsingel | Park (KOR) L 12-15, 0-15          | Gick inte vidare                | Gick inte vidare     | Gick inte vidare     | Gick inte vidare     | Gick inte vidare |
| Nikhil Kanetkar    | Herrsingel | Llopis (ESP) W 15-7, 13-15, 15-13 | Gade (ESP) L 10-15, 6-15        | Gick inte vidare     | Gick inte vidare     | Gick inte vidare     | Gick inte vidare |
| Aparna Popat       | Damsingel  | Edwards (RSA) W 11-6, 11-3        | Audina (NED) L 11-9, 1-11, 3-11 | Gick inte vidare     | Gick inte vidare     | Gick inte vidare     | Gick inte vidare |

## Bordtennis
| Idrottare     | Gren       | Omgång 1              | Omgång 2             | Omgång 3             | Omgång 4             | Kvartsfinaler        | Semifinaler          | Final                |                  |
| Idrottare     | Gren       | Motståndare Resultat  | Motståndare Resultat | Motståndare Resultat | Motståndare Resultat | Motståndare Resultat | Motståndare Resultat | Motståndare Resultat |                  |
| ------------- | ---------- | --------------------- | -------------------- | -------------------- | -------------------- | -------------------- | -------------------- | -------------------- | ---------------- |
| Mouma Das     | Damsingel  | Komwong (THA) L 0-4   | Gick inte vidare     | Gick inte vidare     | Gick inte vidare     | Gick inte vidare     | Gick inte vidare     | Gick inte vidare     | Gick inte vidare |
| Sharath Kamal | Herrsingel | Boudjadja (ALG) W 4-1 | Ko (HKG) L 0-4       | Gick inte vidare     | Gick inte vidare     | Gick inte vidare     | Gick inte vidare     | Gick inte vidare     | Gick inte vidare |

## Boxning
| Idrottare      | Gren            | Sextondelsfinaler          | Åttondelsfinaler     | Kvartsfinaler        | Semifinaler          | Final                | Final            |
| Idrottare      | Gren            | Motståndare Resultat       | Motståndare Resultat | Motståndare Resultat | Motståndare Resultat | Motståndare Resultat | Placering        |
| -------------- | --------------- | -------------------------- | -------------------- | -------------------- | -------------------- | -------------------- | ---------------- |
| Akhil Kumar    | Flugvikt        | Thomas (FRA) L 16-37       | Gick inte vidare     | Gick inte vidare     | Gick inte vidare     | Gick inte vidare     | Gick inte vidare |
| Diwakar Prasad | Bantamvikt      | Ait Bighrade (MAR) W 25-17 | Bolum (NGR) L RSC    | Gick inte vidare     | Gick inte vidare     | Gick inte vidare     | Gick inte vidare |
| Vijender Singh | Lätt weltervikt | Karagollu (TUR) L 20-25    | Gick inte vidare     | Gick inte vidare     | Gick inte vidare     | Gick inte vidare     | Gick inte vidare |
| Jitender Kumar | Lätt tungvikt   | Fedchuk (UKR) L RSC        | Gick inte vidare     | Gick inte vidare     | Gick inte vidare     | Gick inte vidare     | Gick inte vidare |

## Brottning
Herrarnas fristil
| Idrottare              | Gren   | Första omgången                                        | Avancemang | Kvartsfinaler        | Semifinaler          | Final                |                  |
| Idrottare              | Gren   | Motståndare Resultat                                   | Avancemang | Motståndare Resultat | Motståndare Resultat | Motståndare Resultat |                  |
| ---------------------- | ------ | ------------------------------------------------------ | ---------- | -------------------- | -------------------- | -------------------- | ---------------- |
| Yogeshwar Dutt         | 55 kg  | Pool 4 Tanabe (JPN) L 2-5 Abdullayev (AZE) L 2-6       | 3          | Gick inte vidare     | Gick inte vidare     | Gick inte vidare     | Gick inte vidare |
| Sushil Kumar           | 60 kg  | Pool 3 Quintana (CUB) L 0-3 Djorev (BUL) W 9-0         | 2          | Gick inte vidare     | Gick inte vidare     | Gick inte vidare     | Gick inte vidare |
| Ramesh Kumar           | 66 kg  | Pool 3 Taskoudis (GRE) L 8-10 Hovhannisyan (ARM) W 3-1 | 3          | Gick inte vidare     | Gick inte vidare     | Gick inte vidare     | Gick inte vidare |
| Sujeet Maan            | 74 kg  | Pool 1 Obata (JPN) L 0-8 Fundora (CUB) L 0-6           | 3          | Gick inte vidare     | Gick inte vidare     | Gick inte vidare     | Gick inte vidare |
| Anuj Kumar             | 84 kg  | Pool 1 Khodaei (IRI) L 1-5 Yokoyama (JPN) L 5-11       | 3          | Gick inte vidare     | Gick inte vidare     | Gick inte vidare     | Gick inte vidare |
| Palwinder Singh Cheema | 120 kg | Pool 1 Taymazov (UZB) L 0-10 Garmulewicz (POL) L 4-6   | 3          | Gick inte vidare     | Gick inte vidare     | Gick inte vidare     | Gick inte vidare |

Grekisk-romersk
| Idrottare     | Gren  | Första omgången                                      | Avancemang | Kvartsfinaler        | Semifinaler          | Final                |                  |
| Idrottare     | Gren  | Motståndare Resultat                                 | Avancemang | Motståndare Resultat | Motståndare Resultat | Motståndare Resultat |                  |
| ------------- | ----- | ---------------------------------------------------- | ---------- | -------------------- | -------------------- | -------------------- | ---------------- |
| Mukesh Khatri | 55 kg | Pool 6 Mamedaliyev (RUS) L 0-3 Jabłoński (POL) L 0-3 | 3          | Gick inte vidare     | Gick inte vidare     | Gick inte vidare     | Gick inte vidare |

## Bågskytte
Herrar
| Idrottare                                    | Gren         | Rankningsomgång | Rankningsomgång | 32-delsfinaler               | Sextondelsfinaler            | Åttondelsfinaler     | Kvartsfinaler        | Semifinaler          | Final                | Final            |
| Idrottare                                    | Gren         | Poäng           | Seed            | Motståndare Resultat         | Motståndare Resultat         | Motståndare Resultat | Motståndare Resultat | Motståndare Resultat | Motståndare Resultat | Placering        |
| -------------------------------------------- | ------------ | --------------- | --------------- | ---------------------------- | ---------------------------- | -------------------- | -------------------- | -------------------- | -------------------- | ---------------- |
| Satyadev Prasad                              | Individuellt | 634             | 48              | Hamano (JPN) W 155-150       | van der Hoff (NED) W 158-155 | Im (KOR) L 165-167   | Gick inte vidare     | Gick inte vidare     | Gick inte vidare     | Gick inte vidare |
| Tarundeep Rai                                | Individuellt | 647             | 32              | Karageorgiou (GRE) L 143-147 | Gick inte vidare             | Gick inte vidare     | Gick inte vidare     | Gick inte vidare     | Gick inte vidare     | Gick inte vidare |
| Majhi Sawaiyan                               | Individuellt | 657             | 22              | Wunderle (USA) L 128-145     | Gick inte vidare             | Gick inte vidare     | Gick inte vidare     | Gick inte vidare     | Gick inte vidare     | Gick inte vidare |
| Satyadev Prasad Tarundeep Rai Majhi Sawaiyan | Lagtävling   | 1938            | 10              | i.u.                         | i.u.                         | Australien L 236-248 | Gick inte vidare     | Gick inte vidare     | Gick inte vidare     | Gick inte vidare |

Damer
| Idrottare                                   | Gren         | Rankningsomgång | Rankningsomgång | 32-delsfinaler         | Sextondelsfinaler             | Åttondelsfinaler         | Kvartsfinaler        | Semifinaler          | Final                | Final            |
| Idrottare                                   | Gren         | Poäng           | Seed            | Motståndare Resultat   | Motståndare Resultat          | Motståndare Resultat     | Motståndare Resultat | Motståndare Resultat | Motståndare Resultat | Placering        |
| ------------------------------------------- | ------------ | --------------- | --------------- | ---------------------- | ----------------------------- | ------------------------ | -------------------- | -------------------- | -------------------- | ---------------- |
| Dola Banerjee                               | Individuellt | 642             | 13              | Lewis (RSA) L 131-141  | Gick inte vidare              | Gick inte vidare         | Gick inte vidare     | Gick inte vidare     | Gick inte vidare     | Gick inte vidare |
| Reena Kumari                                | Individuellt | 620             | 43              | Esebua (GEO) W 153-149 | Chhoden (BHU) W 134-134 (7-4) | Yuan (TPE) L 148-166     | Gick inte vidare     | Gick inte vidare     | Gick inte vidare     | Gick inte vidare |
| Sumangala Sharma                            | Individuellt | 638             | 20              | Chen (TPE) W 142-133   | Lewis (RSA) L 153-157         | Gick inte vidare         | Gick inte vidare     | Gick inte vidare     | Gick inte vidare     | Gick inte vidare |
| Dola Banerjee Reena Kumari Sumangala Sharma | Lagtävling   | 1900            | 5               | i.u.                   | i.u.                          | Storbritannien W 230-228 | Frankrike L 227-228  | Gick inte vidare     | Gick inte vidare     | Gick inte vidare |

## Friidrott
Herrar
Bana, maraton och gång
| Idrottare  | Gren      | Heat     | Heat      | Kvartsfinal | Kvartsfinal | Semifinal | Semifinal | Final            | Final            |
| Idrottare  | Gren      | Resultat | Placering | Resultat    | Placering   | Resultat  | Placering | Resultat         | Placering        |
| ---------- | --------- | -------- | --------- | ----------- | ----------- | --------- | --------- | ---------------- | ---------------- |
| K. M. Binu | 400 meter | 45.48 NR | 3 q       | i.u.        | i.u.        | 45.97     | 6         | Gick inte vidare | Gick inte vidare |

Fältgrenar och tiokamp
| Idrottare     | Gren           | Kval     | Kval      | Final            | Final            |
| Idrottare     | Gren           | Resultat | Placering | Resultat         | Placering        |
| ------------- | -------------- | -------- | --------- | ---------------- | ---------------- |
| Bahadur Singh | Kulstötning    | NM       | x         | Gick inte vidare | Gick inte vidare |
| Vikas Gowda   | Diskuskastning | 61.39    | 14        | Gick inte vidare | Gick inte vidare |
| Anil Kumar    | Diskuskastning | NM       | x         | Gick inte vidare | Gick inte vidare |

Damer
Bana, maraton och gång
| Idrottare                                                               | Gren          | Heat       | Heat      | Kvartsfinal      | Kvartsfinal      | Semifinal        | Semifinal        | Final            | Final            |
| Idrottare                                                               | Gren          | Resultat   | Placering | Resultat         | Placering        | Resultat         | Placering        | Resultat         | Placering        |
| ----------------------------------------------------------------------- | ------------- | ---------- | --------- | ---------------- | ---------------- | ---------------- | ---------------- | ---------------- | ---------------- |
| Saraswati Saha                                                          | 200 meter     | 23.43      | 5         | Gick inte vidare | Gick inte vidare | Gick inte vidare | Gick inte vidare | Gick inte vidare | Gick inte vidare |
| Sathi Geetha K. M. Beenamol Rajwinder Kaur Chitra K. Soman Manjit Kaur* | 4 x 400 meter | 3:26.89 NR | 3 Q       | i.u.             | i.u.             | i.u.             | i.u.             | 3:28.51          | 7                |

Fältgrenar och sjukamp
| Idrottare            | Gren           | Kval     | Kval      | Final            | Final            |
| Idrottare            | Gren           | Resultat | Placering | Resultat         | Placering        |
| -------------------- | -------------- | -------- | --------- | ---------------- | ---------------- |
| Bobby Aloysius       | Höjdhopp       | 1.85     | =28       | Gick inte vidare | Gick inte vidare |
| Anju Bobby George    | Längdhopp      | 6.69     | 9 Q       | 6.83 NR          | 5                |
| Seema Antil          | Diskuskastning | 60.64    | 14        | Gick inte vidare | Gick inte vidare |
| Harwant Kaur         | Diskuskastning | 60.82    | 13        | Gick inte vidare | Gick inte vidare |
| Neelam Jaswant Singh | Diskuskastning | 60.26    | 17        | Gick inte vidare | Gick inte vidare |

Kombinerade grenar – Sjukamp
| Idrottare                  | Gren     | 100H  | HJ   | SP    | 200 m | LJ   | JT    | 800 m   | Final | Placering |
| -------------------------- | -------- | ----- | ---- | ----- | ----- | ---- | ----- | ------- | ----- | --------- |
| Soma Biswas                | Resultat | 13.86 | 1.70 | 12.01 | 24.50 | 5.92 | 44.84 | 2:12.27 | 5965  | 24        |
| Soma Biswas                | Poäng    | 998   | 855  | 662   | 933   | 825  | 760   | 932     | 5965  | 24        |
| Javur Jagadeeshappa Shobha | Resultat | 13.53 | 1.67 | 12.52 | 23.41 | 6.36 | 44.36 | 2:17.28 | 6172  | 11        |
| Javur Jagadeeshappa Shobha | Poäng    | 1046  | 818  | 696   | 1038  | 962  | 751   | 861     | 6172  | 11        |

## Judo
Herrar
| Idrottare  | Gren                    | Sextondelsfinal                 | Åttondelsfinal       | Kvartsfinal          | Semifinal            | Återkval                                                                   | Final                | Final            |
| Idrottare  | Gren                    | Motståndare Resultat            | Motståndare Resultat | Motståndare Resultat | Motståndare Resultat | Motståndare Resultat                                                       | Motståndare Resultat | Placering        |
| ---------- | ----------------------- | ------------------------------- | -------------------- | -------------------- | -------------------- | -------------------------------------------------------------------------- | -------------------- | ---------------- |
| Akram Shah | Extra lättvikt (-60 kg) | Tsagaanbaatar (MGL) L 0000-1000 | Gick inte vidare     | Gick inte vidare     | Gick inte vidare     | Omgång 1 Williams-Murray (USA) W 1100-0000 Omgång 2 Choi (KOR) L 0000-1000 | Gick inte vidare     | Gick inte vidare |

## Landhockey
Herrar
Coach: Gerhard Rach
| 1. Devesh Chauhan (GK) 2. Dilip Tirkey 3. Sandeep Singh 4. Ignace Tirkey 5. Prabjoth Singh 6. Deepak Thakur 7. Dhanraj Pillay 8. Baljit Singh Dhillon | 1. Gagan Ajit Singh 2. Adrian D'Souza 3. William Xalco 4. Viren Rasquinha 5. Arjun Halappa 6. Adam Sinclair 7. Harpal Singh 8. Vikram Pillay |

Gruppspel
| Lag           | Pld | W | D | L | GF | GA | GD  | Pts |
| ------------- | --- | - | - | - | -- | -- | --- | --- |
| Nederländerna | 5   | 5 | 0 | 0 | 16 | 9  | +7  | 15  |
| Australien    | 5   | 3 | 1 | 1 | 14 | 10 | +10 | 10  |
| Nya Zeeland   | 5   | 3 | 0 | 2 | 13 | 11 | +2  | 9   |
| Indien        | 5   | 1 | 1 | 3 | 11 | 13 | −2  | 4   |
| Sydafrika     | 5   | 1 | 0 | 4 | 9  | 15 | −6  | 3   |
| Argentina     | 5   | 0 | 2 | 3 | 8  | 13 | −5  | 2   |

## Rodd
Herrar
| Idrottare              | Gren          | Heat    | Heat      | Återkval | Återkval  | Semifinal | Semifinal | Final   | Final     | Final |
| Idrottare              | Gren          | Tid     | Placering | Tid      | Placering | Tid       | Placering | Tid     | Placering |       |
| ---------------------- | ------------- | ------- | --------- | -------- | --------- | --------- | --------- | ------- | --------- | ----- |
| Paulose Pandari Kunnel | Singelsculler | 8:00,11 | 5 R       | 7:29,47  | 4 SD/E    | 7:48,38   | 5 FE      | 7:22,63 | 27        |       |

## Segling
Öppen
| Seglare                   | Gren | Lopp | Lopp | Lopp | Lopp | Lopp | Lopp | Lopp | Lopp | Lopp | Lopp | Lopp | Lopp | Lopp | Lopp | Lopp | Lopp | Summerad poäng | Finalplacering |
| Seglare                   | Gren | 1    | 2    | 3    | 4    | 5    | 6    | 7    | 8    | 9    | 10   | 11   | 12   | 13   | 14   | 15   | M*   | Summerad poäng | Finalplacering |
| ------------------------- | ---- | ---- | ---- | ---- | ---- | ---- | ---- | ---- | ---- | ---- | ---- | ---- | ---- | ---- | ---- | ---- | ---- | -------------- | -------------- |
| Sumeet Patel Malav Shroff | 49er | 17   | 19   | 18   | 15   | 18   | 19   | 18   | 19   | 19   | 19   | 18   | 19   | DNS  | 19   | 17   | 18   | 253            | 19             |

M = Medaljlopp; EL = Eliminerad – gick inte vidare till medaljloppet;

## Tennis
| Spelare                      | Gren       | Omgång 1                             | Åttondelsfinaler                        | Kvartsfinaler                    | Semifinaler                         | Final / BM                                    | Final / BM |
| Spelare                      | Gren       | Motståndare Poäng                    | Motståndare Poäng                       | Motståndare Poäng                | Motståndare Poäng                   | Motståndare Poäng                             | Placering  |
| ---------------------------- | ---------- | ------------------------------------ | --------------------------------------- | -------------------------------- | ----------------------------------- | --------------------------------------------- | ---------- |
| Mahesh Bhupathi Leander Paes | Herrdubbel | Fish / Roddick (USA) W 7–6(7–5), 6–3 | Allegro / Federer (SUI) W 6–2, 7–6(9–7) | Black / Ullyett (ZIM) W 6–4, 6–4 | Kiefer / Schüttler (GER) L 2–6, 3–6 | Ančić / Ljubičić (CRO) L 6–7(5–7), 6–4, 14–16 | 4          |